# جوناتان بينديتي
جوناتان بينديتي (بالإسبانية: Jonatan Benedetti)‏ هو لاعب كرة قدم أرجنتيني، ولد في 26 مارس 1997 في مار دل بلاتا في الأرجنتين. لعب مع نادي أتليتيكو ألدوسيفي.

## وصلات خارجية
- جوناتان بينديتي على موقع قاعدة بيانات كرة القدم.إي يو (الإنجليزية)
- جوناتان بينديتي على موقع Soccerway.com (الإنجليزية)